# Diadumeniano
Diadumeniano (em latim: Marcus Opellius Antoninus Diadumenianus Augustus) foi imperador romano de maio a junho de 218. Nasceu em 14 de setembro de 208, sendo filho de Macrino, do qual era coimperador, e de Nônia Celsa, cujo nome pode ser fictício. Foi elevado a César em maio de 217 e depois que Heliogábalo se revoltou após alguns dias, Diadumeniano foi elevado a coimperador. Depois que Macrino foi derrotado na Batalha de Antioquia (218), em 8 de junho de 218, foi enviado à corte de Artabano IV para garantir sua segurança. No entanto, foi capturado e executado ao longo do caminho, no final de junho.

## História
Diadumeniano nasceu em 14 de setembro de 208, chamado Marco Opélio Diadumeniano, filho de Macrino, prefeito pretoriano e futuro imperador, e sua esposa possivelmente fictícia Nônia Celsa. Macrino declarou-se imperador em 11 de abril de 217, três dias após o assassinato do imperador Caracala. Pouco depois, Diadumeniano foi elevado a César em Zeugma, enquanto sua guarda o escoltava de Antioquia até a Mesopotâmia, para se juntar ao pai. Ele também recebeu o nome de Antonino, em homenagem à dinastia Antonina, naquele momento. Em 16 de maio de 218, Heliogábalo - parente de Caracala através de sua mãe, Julia Soêmias, que era prima de Caracala - lançou  em Emesa uma revolta contra o novo imperador. Para conter a revolta, Macrino levou suas legiões ao forte pretoriano de Apameia. Lá Macrino elevou Diadumeniano a augusto, fazendo-o coimperador. Depois que Macrino foi derrotado por Heliogábalo em 8 de junho de 218, na Batalha de Antioquia, Macrino fugiu para o norte, no Bósforo. Antes de fugir, ele confiou Diadumeniano a servos leais, instruindo-os a levá-lo ao Império Parta, corte de Artabano IV, para garantir sua segurança. Diadumeniano foi capturado em Zeugma e executado no final de junho. Sua cabeça foi levada a Heliogábalo e, supostamente, foi mantida como troféu.

## Numismática
Enquanto César, um grande número de moedas foi cunhada por Diadumeniano, embora menos do que a quantia atingida por seu pai. As moedas nas quais é retratado como augusto são extremamente limitadas, e as únicas moedas conhecidas dessa época são denários. Isso levou à sugestão, proposta pela primeira vez pelo antigo numismatista Curtis Clay, de que uma grande edição de moedas estava sendo feita para o Diadumeniano, no entanto elas foram rapidamente derretidas quando as notícias da derrota de Macrino se espalharam. Notavelmente, existem algumas moedas provinciais orientais do período que dão a Diadumeniano o título sebasto, na época o equivalente grego do augusto romano. Em termos de moedas de ouro, Diadumeniano tem um estilo conhecido como áureo, exibindo sua imagem no anverso e exibindo Spes de pé no reverso, e um estilo conhecido de semi-áureo, exibindo sua imagem no anverso e exibindo-se segurando um cetro e o padrão.